# Småseglare
Småseglare (Chaetura vauxi) är en amerikansk fågel i familjen seglare. Den häckar dels i västra Kanada och USA där den är flyttfågel, dels som stannfågel söderut genom Centralamerika till Venezuela. Beståndet anses vara livskraftigt.

## Utseende och läte
Småseglaren är som namnet avslöjar en mycket liten seglare, med en kroppslängd på bara 11 cm. Jämfört med andra seglare är den relativt kortvingad och kortstjärtad, med stela snabba vingslag. Fjäderdräkten är gråaktig, med ljusare strupe och brunaktig övergump. Bestånd i Centralamerika är mörkare än nordamerikanska, med mer kontrasterande strupe och brunare övergump. Lätet består av ljusa tjippande och drillande ljud. Jämfört med liknande skorstenseglaren och grågumpseglaren är småseglaren mindre samt har snabbare vingslag och ljusare läten.

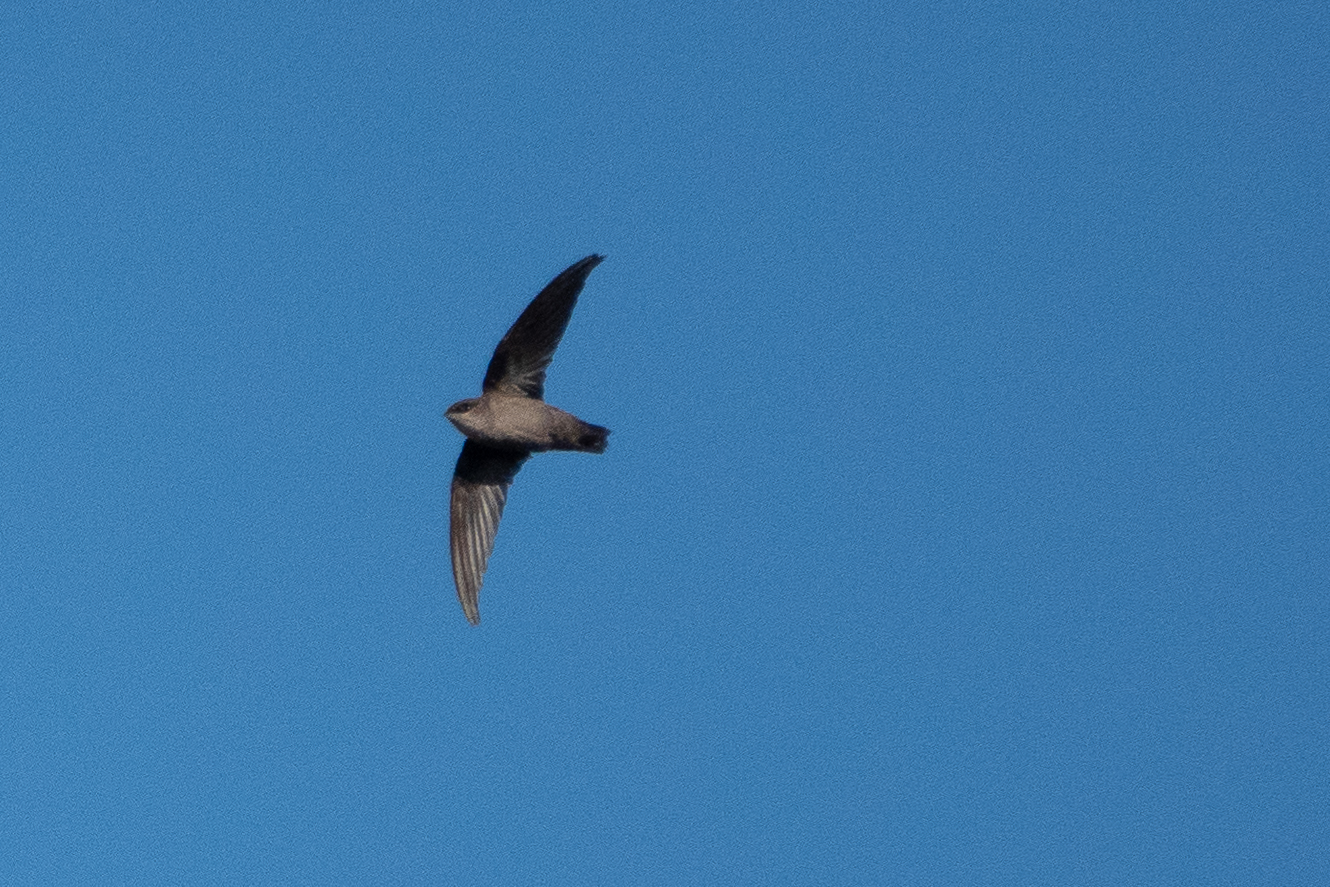

## Utbredning och systematik
Småseglaren förekommer dels i en population i västra Kanada och västra USA där den är flyttfågel, dels som stannfågel från Mexiko söderut till norra Venezuela. Arten delas in i sju underarter med följande utbredning:
- Chaetura vauxi vauxi – västra Kanada till sydvästra USA; övervintrar till Centralamerika
- Chaetura vauxi tamaulipensis – östra Mexiko
- Chaetura vauxi warneri – västra Mexiko
- Chaetura vauxi richmondi – södra Mexiko till Costa Rica
- Chaetura vauxi gaumeri – Yucatánhalvön och Cozumel
- Chaetura vauxi ochropygia –  östra Panama
- Chaetura vauxi aphanes – norra Venezuela

Tidigare inkluderades venezuelaseglaren (C. andrei) som en underart, men denna urskiljs numera vanligen som egen art.

## Levnadssätt
Småseglaren lever liksom andra seglare nästan enbart av insekter som den plockar i luften. Den födosöker över olika miljöer, som skogar, fält, städer och vatten. Fågeln placerar sitt bo av kvistar inuti skorstenar eller ihåliga träd. Troligen parar den sig i luften.
För att mata sina ungar kan småseglaren göra upp till 50 turer om dagen, från gryning till skymning. Varje förälder matar ungarna med en boll av cirka 115 insekter per gång. Ett par småselgare kan alltså fånga 11 500 insekter per dag.

## Status och hot
Arten har ett stort utbredningsområde och en stor population, och tros öka i antal. Utifrån dessa kriterier kategoriserar internationella naturvårdsunionen IUCN arten som livskraftig (LC).

## Namn
Fågelns vetenskapliga artnamn hedrar William Sansom Vaux (1811-1882), amerikansk arkeolog och mineralog.